# Még nem
A Még nem (まあだだよ; Hepburn: Mādadayo, ’Még nem’) Kuroszava Akira 30., egyben életében utoljára bemutatott nagyjátékfilmje, amelyet versenyen kívül mutattak be az 1993-as cannes-i filmfesztiválon.

## Téma
A film Ucsida Hjakken (1889–1971) japán akadémikus és író életén alapul, aki generációkat nevelt fel német professzorként, mikor a világháború kitörésekor vissza kell vonulnia. Feleségével kettecskén élnek egy házban, ahol két diákja meg is látogatja a professzort. A háború vége nagy változást hoz, mert a ház megsemmisül, a tanítványok a professzor segítségére sietnek, és nem csak hogy a lakhatás oldódik meg, de innentől minden évben felköszöntik a neki szervezett Még Nem Fogadáson.
A 17. ilyen esélyen a professzort egy szívritmuszavar éri, és ezt követően ágyba kell fektetni. A film végén álmát látjuk, ahogy gyerekkorában bújócskázik. A keresők ismételt kérdésére: Készen állsz? Rendre azt válaszolja: Még nem, mindaddig, míg meg nem találj az alkalmas búvóhelyet, ahonnan kikandikálva gyönyörködik az aranyló Napban.
A film Kuroszava Kuroszava személyes hangvételű mesterműve, amely átfogó társadalmi képeket is tartalmaz, de legfőképpen egy egyéni életút nézőpontjából mond jelentőset a társadalomról, az erkölcsről, az életről.
A film nem nélkülözi a kuroszavai lenyűgöző látványelemeket a rendező szinte minden alkotói korszakából.
Kagava Kjóko 28 év után dolgozik újra együtt Kuroszavával főszerepben.
Matszumura Tatszuo bravúrral, 77 évesen indít az 50 éves Ucsida professzor karakterében, ami tökéletesen passzol a témaválasztáshoz, a generációk körforgásához és a közöttük áramló szeretethez.

## Szereplők
- Matszumura Tatszuo – Ucsida professzor
- Kagava Kjóko – a professzor felesége
- Igava Hiszasi – Takayama
- George Tokoro – Amaki
- Jui Maszajuki – Kiriyama
- Terao Akira – Sawamura
- Kuszaka Takesi – Dr. Kobayashi
- Kobajasi Aszei – Kameyama tiszteletes
- Josioka Hidetaka – Takayama fia
- Zusi Jositaka – Szomszéd
- Hirata Mitszuru – Tada
- Okamoto Nobuto – Óta
- Vatanabe Tetszu
- Matszui Norito
- Honma Noriko – Macskát tartó idős hölgy

## Megjelenés
A Madadayót a Toho 1993. április 17-én mutatta be a japán mozikban.
Nem sokkal ezután a Criterion Collection adta ki DVD-n.

## Fogadtatás
Japánban a film elnyerte a legjobb művészeti rendezés, a legjobb operatőr és a legjobb világítás díját a Japanese Academy Awardson.
A Madadayo általában pozitív visszajelzéseket kapott a kritikusoktól, a Rotten Tomatoeson 87%-osan értékelt.

## Fordítás
Ez a szócikk részben vagy egészben  a   Madadayo című angol Wikipédia-szócikk ezen változatának fordításán alapul.  Az eredeti cikk szerkesztőit annak laptörténete sorolja fel. Ez a jelzés csupán a megfogalmazás eredetét és a szerzői jogokat jelzi, nem szolgál a cikkben szereplő információk forrásmegjelöléseként.